# Mycena cecidiophila
Mycena cecidiophila är en svampart som tillhör divisionen basidiesvampar, och som beskrevs av A. P. Berg, Berg-Blok, Noordel. och C.B. Uljé. Mycena cecidiophila ingår i släktet Mycena, och familjen Favolaschiaceae. Arten har ej påträffats i Sverige.